# Walter David Neumann

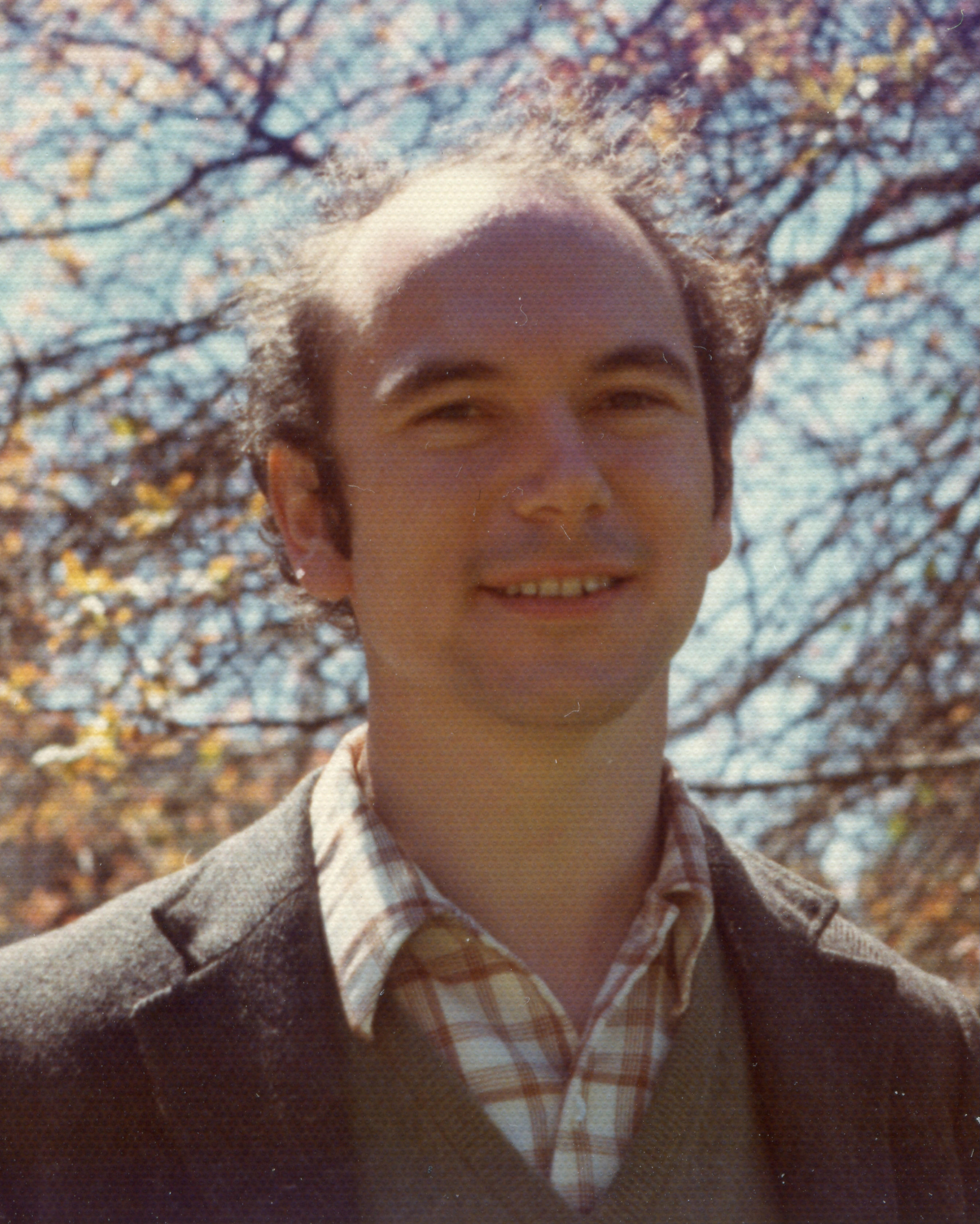
Walter David Neumann, 1973

Walter David Neumann (* 1. Januar 1946 in Cardiff; † 24. September 2024 in Princeton Junction) war ein britischer Mathematiker, der sich mit 3-Mannigfaltigkeiten, geometrischer Gruppentheorie und geometrischer Topologie befasste.

## Werdegang
Walter Neumann war der Sohn von Bernhard Neumann und Hanna Neumann und jüngerer Bruder von Peter Neumann. Er wuchs in Manchester auf und zog mit 17 Jahren mit seiner Familie nach Canberra. Er studierte an der University of Adelaide und wurde 1969 bei Friedrich Hirzebruch an der Universität Bonn promoviert. Danach war er Assistant Professor und später Professor an der University of Maryland. Anschließend war er Professor an der Ohio State University und ab 1993 an der University of Melbourne. 2000 wurde er Professor am Barnard College der Columbia University.
2005 bis 2012 war er Managing Editor von Geometry and Topology. Er war Fellow der American Mathematical Society und Mitglied der European Academy of Sciences.

## Schriften
- mit U. Karras, Matthias Kreck, E. Ossa: Cutting and Pasting of Manifolds; SK-Groups, Publish or Perish, Boston, MA, 1973
- mit David Eisenbud: Three-dimensional link theory and invariants of plane curve singularities. Annals of Mathematics Studies, 110. Princeton University Press, Princeton, NJ, 1985.
- {\displaystyle S^{1}}-actions and the {\displaystyle \alpha }-invariant of their involutions, Bonner Mathematische Schriften 44, 1969 (Dissertation)
- mit Robert Bieri, Ralph Strebel: A geometric invariant of discrete groups. Invent. Math. 90 (1987), no. 3, 451–477.
- mit J. Wahl: Casson invariant of links of singularities. Comment. Math. Helv. 65 (1990), no. 1, 58–78.
- The fixed group of an automorphism of a word hyperbolic group is rational. Invent. Math. 110 (1992), no. 1, 147–150.
- mit Alan Reid: Arithmetic of hyperbolic manifolds. Topology '90 (Columbus, OH, 1990), 273–310, Ohio State Univ. Math. Res. Inst. Publ., 1, de Gruyter.
- mit M. Shapiro: Automatic structures, rational growth and geometrically finite hyperbolic groups, Inv. Math., Band 120, 1995, S. 259–287.
- Extended Bloch group and the Cheeger-Chern-Simons class. Geom. Topol. 8 (2004), 413–474
- mit J. Behrstock: Quasi-isometric classification of graph manifold groups. Duke Math. J. 141 (2008), no. 2, 217–240.
- mit L. Birbrair, A. Pichon: The thick-thin decomposition and the bilipschitz classification of normal surface singularities. Acta Math. 212 (2014), no. 2, 199–256.